# تالدی-بلاغ (شهرستان چوی)
تالدی-بلاغ (به لاتین: Taldy-Bulak) یک روستا در قرقیزستان است که در شهرستان چوی واقع شده‌است. تالدی-بلاغ ۵۳۸ نفر جمعیت دارد.